# Moho nobilis
Moho nobilis is de wetenschappelijke naam van de Hawaii-o'O, een vertegenwoordiger uit het geslacht Moho, een groep vogelsoorten die in het Hawaïaans o'O's heten. Het is een uitgestorven zangvogel die endemisch was op het eiland Hawaï het grootste eiland van de Amerikaanse eilandstaat Hawaï.

## Kenmerken
De Hawaii-o'O bereikte een lengte van 32 centimeter (mannetjes) en 24 centimeter bij de vrouwtjes. De staart was ongeveer 19 centimeter lang. De vleugellengte was 11 tot 11,5 centimeter. Het verenkleed was overwegend glanzend zwart met een bruine tint op de buik. Karakteristiek waren de piekerige heldergele okselveren, de witte buitenste staartveren en de langgerekte en spiraalvormig gedraaide middelste staartveren. Bij het vrouwtje waren gemiddeld de staartveren korter en minder gedraaid. De iris was donkerbruin, de snavel en de poten waren zwart (zie afbeelding). De gele sierveren ontbraken bij onvolwassen vogels.

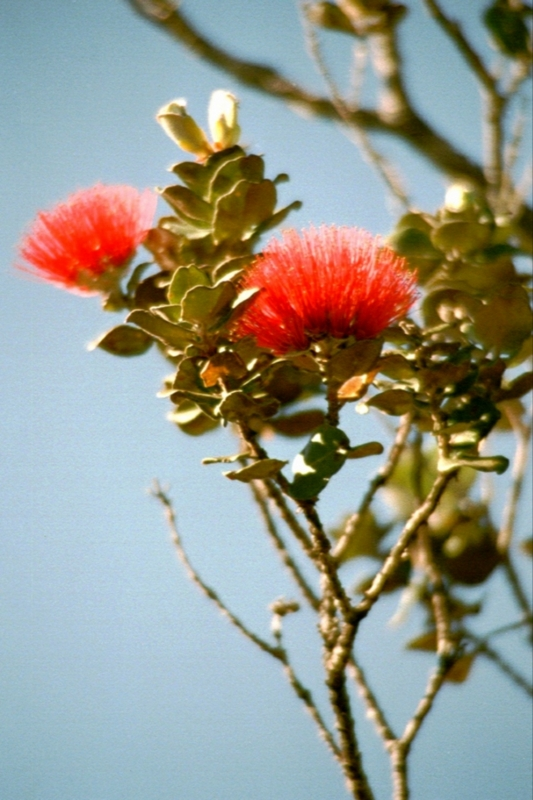
Bloesems van de Ohaiboom (Metrosideros polymorpha).

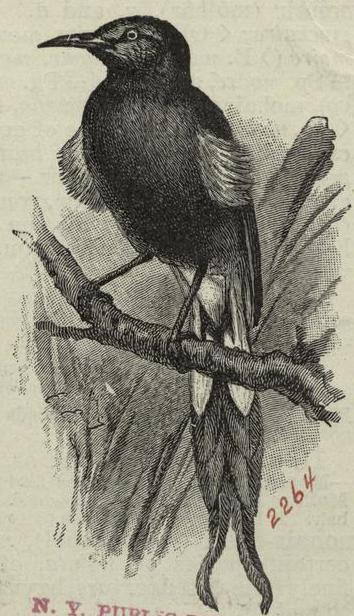
Plaatje van de Hawaii-o'O uit The Century Dictionary uit 1911

## Leefwijze
De Hawaii-o'O was een schuwe, beweeglijke vogel die leefde in kleine troepen in de boomtoppen. Als hij opvloog klonk een snel, zoemend geluid. De lokroep klonk als een laag toek-toek. Over het broedgedrag is niets bekend. Hij foerageerde voornamelijk op de nectar van Hawaïaanse Lobeliasoorten en bloesems van de Ohiaboom (Metrosideros polymorpha).

## Verspreiding en leefgebied
De Hawaii-o'O kwam alleen voor in de bergwouden van het eiland  Hawaï waar hij zich hoog in de boomkronen ophield.

## Het uitsterven
De Hawaii-o'O behoort tot de vogelsoorten die intensief werden bejaagd om hun mooie veren. De gele okselveren werden gebruikt bij het maken van kostbare gewaden voor de plaatselijke adel.
In 1891 en 1892 waren de Hawaii-o'O's nog vaak te zien in de districten Kawoola en Kona. Echter, in 1894 werden ze niet meer waargenomen. In andere regio's overleefden de vogels langer. In 1934 werd de laatste levende Hawaii-o'O gehoord op de hellingen van de Mauna Loa.
Gebalgde exemplaren zijn er in verschillende musea in de Verenigde Staten en Europa. In Duitsland zijn er exemplaren in Berlijn, Dresden, Bremen en Hamburg. Ook NCB Naturalis heeft Hawaii-o'O's in de collectie.
In 1994 werd de Hawaii-o'O toegevoegd aan de lijst van uitgestorven soorten.
Als mogelijke oorzaken voor het uitsterven van de Hawaii-o'O wordt vooral habitatvernietiging door ontbossing genoemd en de introductie van ratten en varkens. Verder vermoeden deskundigen dat ingevoerde soorten steekmuggen parasitaire ziekten verspreidden zoals vogelmalaria en vogelpokken. Verder speelde ook bejaging een negatieve rol toen de vogel nog veel voorkwam.